# Солдати з Павії
Солдати з Павії (ісп. Soldaditos de Pavía) — це страва зі смаженої тріски, загорнутої в скибочку смаженого червоного перцю. Страва зустрічається в андалузькій кухні та поширена в тапас-барах Мадрида, столиці Іспанії. Тріска маринується в суміші паприки і лимонного соку. Перед смаженням шматочки тріски можна помістити в холодну приправлену водою і вийняти, коли вода закипить. Кажуть, що це популярна страва після Великодня в кулінарній книзі Мануеля Марії Пуги і Парги 1905 року.
Назву страви, можливо, взято від оранжево-червоних уніформ гусарів через схожість із червоним перцем.